# Joseph E. Brown
Joseph Emerson Brown (Pickens, 15 aprile 1821 – Atlanta, 30 novembre 1894) è stato un politico statunitense.
42º Governatore della Georgia, fu l'unico a riuscire ad essere eletto tale per quattro mandati consecutivi. Fu uno dei principali politici georgiani del XIX secolo, guidando lo Stato attraverso tutta la guerra di secessione.

## Biografia

### Origini e mandato prebellico
Nacque nel 1821 in Carolina del Sud, per poi trasferirsi in seguito in Georgia. Studiò all'università Yale e divenne avvocato; entrato anche in politica, divenne in breve tempo il principale esponente del Partito Democratico georgiano.
Contrariamente al resto della classe politica georgiana, Brown si distingueva per l'appassionato populismo: inviso ai ricchi piantatori e proprietari terrieri, era invece assai popolare tra le masse urbane, e ciò lo portò ad essere eletto governatore della Georgia con ampio margine nel 1857. Il suo primo mandato fu all'insegna del riformismo e dell'efficientamento della macchina statale, cosa che lo portò ad essere rieletto nel 1859.

### Guerra di secessione
Nel frattempo tuttavia la situazione negli Stati Uniti era precipitata, finché durante il secondo mandato di Brown scoppiò la guerra civile americana. Il governatore non era mai stato entusiasta delle intromissioni del governo di Washington nella politica locale, ma non supportò attivamente la secessione e anzi, entrò presto in conflitto con l'amministrazione degli Stati Confederati d'America e in particolare col presidente Jefferson Davis, che considerava assai peggiore di Lincoln.
Dapprima in polemica per via dell'eccessivo peso della Virginia nell'amministrazione confederata (soprattutto per la scelta della capitane, Richmond, a sfavore della più geograficamente naturale Atlanta), dall'aprile 1862 Brown entrò in aperto conflitto con Davis per via dell'istituzione, da parte di quest'ultimo, della leva obbligatoria. Se da una parte il provvedimento era necessario per via della ridotta popolazione abile degli Stati del Sud al confronto con quelli del Nord, dall'altra entrava in diretto contrasto con l'autonomia locale, e Brown (come molti altri governatori) non poteva accettarlo.
Cominciò così una sistematica opera di sabotaggio da parte di molti governatori, e in particolare Joseph E. Brown, che rilasciò migliaia di esenzioni dalla leva per inabilità fisiche, necessità militari locali oppure impieghi lavorativi nell'amministrazione e nella burocrazia della Georgia. Nel frattempo il piano Anaconda aveva già cominciato a mettere a dura prova l'economia confederata, e Brown stabilì una catena capillare di rifornimenti all'interno dello Stato per impedire eventuali carestie (sviluppando così una prima forma di assistenzialismo).
La politica regionalista e popolare di Brown rafforzò ancor di più la sua presa sul potere locale, e venne per questo rieletto senza opposizione nel 1861 e nel 1863. L'attività anti-governativa di Brown fu un fattore determinante nel crollo finale della Confederazione, tanto che durante la marcia verso il mare di Sherman le truppe dell'Unione, transitando per la Georgia, non incontrarono praticamente resistenza.

### Dopoguerra e morte
Nonostante Brown avesse infine rinnegato l'amministrazione confederata, venne comunque destituito e imprigionato per alcune settimane a Washington. Perdonato dal presidente degli Stati Uniti Andrew Johnson, una volta tornato in Georgia abbandonò il Partito Democratico per entrare nel Partito Repubblicano e rimanere così nella nuova amministrazione. Grazie al proprio trasformismo riguadagnò presto la fiducia del governo centrale, e poté servire come giudice capo della Corte Costituzionale georgiana dal 1867 al 1870.
Tuttavia Brown, convinto sostenitore dello schiavismo (continuò a sfruttare molti schiavi anche dopo l'emancipazione in quanto galeotti), tornò presto nel Partito Democratico, riuscendo a farsi eleggere senatore dal 1880 al 1891. Infine si ritirò per via della salute declinante, morendo il 30 novembre 1894. Suo figlio Joseph M. Brown sarebbe a sua volta diventato governatore della Georgia.